# Герой (фильм, 2012)
Герой (англ. Tai Chi Hero) — гонконгско-китайский 3D-фильм о боевых искусствах 2012 года режиссера Стивена Фунга, написанный и спродюсированный Чэнь Куо-фу.

## Сюжет
Продолжающееся приключение Ян Лу Чана, когда он неуклюже пробирается через изучение кунг-фу в стиле Чэнь. Который позже был назван принцем «Тайцзи», отныне больше не известный как просто стиль Чэнь. Ян Лу Чань эволюционирует из неуклюжего идиота в первую стадию самого грозного мастера тайцзи и завоевывает сердце Чэнь Юй Нян, дочери гроссмейстера Чэнь.